# Tipula animula
Tipula animula är en tvåvingeart som beskrevs av Mannheims 1967. Tipula animula ingår i släktet Tipula och familjen storharkrankar. Inga underarter finns listade i Catalogue of Life.